# Giovanni Piccolomo
Giovanni Piccolomo (* 4. April 1994 in Sorocaba) ist ein brasilianischer Fußballspieler. Er wird auf der Position eines offensiven Mittelfeldspielers eingesetzt.

## Karriere
Piccolomo begann seine fußballerische Laufbahn beim SC Corinthians. Bei dem Klub kam er als Nachwuchsspieler bereits zu Einsätzen im Profikader. So stand er im Kader der Mannschaft, welche für den Klub an der FIFA-Klub-Weltmeisterschaft 2012 teilnahm. Der Klub konnte das Turnier gewinnen, Piccolomo kam aber zu keinen Einsätzen. Er konnte sich bei Corinthians keinen Platz erarbeiten und wurde in der Folge bis 2017 an andere Klubs ausgeliehen. Im Juni des Jahres wechselte er dann fest zu Náutico Capibaribe.
2018 trat Piccolomo für den Goiás EC an und wechselte zur Saison 2019 zum Coritiba FC. Ende Oktober 2020 gab der Cruzeiro EC die Verpflichtung von Piccolomo bekannt. Der Kontrakt erhielt eine Laufzeit bis Dezember 2021 und wurde zum besagten Zeitpunkt bis Ende des Jahres 2022 verlängert. Im April 2022 wurde Piccolomo an Sport Recife ausgeliehen. Die Leihe wurde bis zum Ende der Série B 2022 Anfang November befristet.
In der europäischen Wintertransferperiode 2022/23 wechselte Piccolomo zum rumänischen FC Universitatea Craiova. Nach Abschluss der Saison kehrte der Spieler nach Brasilien zurück, wo er zum zweiten Mal beim Avaí FC unterzeichnete. Mit diesem in der Série B 2023 an. Bei seiner Rückkehr zu Avaí erwähnte Piccolomo Vertragsprobleme mit Craiova. Der Vertrag hatte eine Laufzeit über ein halbes Jahr, enthielt aber eine Klausel zur Verlängerung um zwei weitere Jahre, sollten beide Vertragsparteien dieser zustimmen. Laut seiner Aussage sei seine Unterschrift auf der Vertragsverlängerung gefälscht worden und er habe gegen diese Klage bei der FIFA eingelegt.
Zur Saison 2025 wechselte Piccolomo von Avaí zum Paysandu SC. Der Kontrakt erhielt eine Laufzeit bis Ende des Jahres.

## Erfolge
Corinthians
- FIFA-Klub-Weltmeisterschaft: 2012
- Staatsmeisterschaft von São Paulo: 2013

Goiás
- Staatsmeisterschaft von Goiás: 2018

Avaí
- Staatsmeisterschaft von Santa Catarina: 2021